# Epigram
Ett epigram är en kort dikt, ofta med en satirisk udd. 
Ordet epigram kommer från det grekiskans ἐπίγραμμα epigramma, som betyder påskrift eller inskrift. Antikens greker använde det ordet om sådana inskrifter på gudabilder, byggnader, minnesmärken och liknande, som upplyste om deras betydelse och ursprung eller om de händelser dessa föremål var avsedda att påminna om. Eftersom epigrammen ofta var skrivna på vers (vanligen ett eller några få distika), utvecklades epigrammet till en egen diktform vars viktigaste egenskap är den mycket stränga begränsningen både för innehållet och formen, så att en enda tanke kunde få ett oerhört sammanpressat och tillspetsat, men på samma gång fulländat och poetiskt avrundat uttryck. I övrigt kunde innehållet i denna tanke variera helt fritt. 
Mästaren i detta slags miniatyrdiktning och den egentlige grundläggaren av densamma var Simonides från Keos (omkring 500 före Kristus). Epigram författades senare i stor mängd, framförallt under den alexandrinska litteraturperioden och samlades längre fram av bysantinska lärde till så kallade antologier, av vilka några bevarats till vår tid. 
Bland de romerska epigrammatisterna hör Martialis till de främsta genom sina många kvicka och bitande, men ofta också oanständiga epigram. Catullus skrev också många små dikter i epigrammatisk stil. Även de så kallade priapeiska kvädena kan räknas till denna klass.
Det moderna epigrammet är vanligen satiriskt och man kräver att det ska samla och tillspetsa innehållet i slutraden till en formell poäng, den så kallade udden. 
De lärda humanisterna på 1500- och 1600-talen skrev epigram flitigt. Bland den tidens mera kända epigrammatister kan nämnas Alciati, Bembo, Scaliger, Buchanan och More. I England följdes Martialis exempel av John Owen och bland 1600-talets epigramdiktare bör också lyrikern Herrick nämnas. Senare skrevs sådana dikter av Cowley, Dryden, Swift, Addison, Goldsmith, Young och framförallt Pope, den förnämste engelske epigramskalden, samt Landor. 
I Frankrike blomstrade denna diktart mycket rikt och användes särskilt i polemiskt syfte. Mellin de Saint-Gelais, Marot, Boileau, Racine, Marie-Joseph Chénier, J.B. Rousseau, Piron, Voltaire, Marmontel och Lebrun är de mest uppmärksammade därifrån. Det italienska epigrammet följdes ganska snart i sonett och madrigal. 
I Tyskland har epigrammen för det mesta haft en didaktisk tendens och utgjort Sinn-Gedichte. Äldst är de så kallade priamlerna, en mera folklig variant. Det konstmässiga epigrammet fick fart på 1600-talet med bland andra Logau, Opitz, Weckherlin och Gryphius. Under 1700-talet följde Wernicke och Kästner, Hagedorn, Klopstock, Lessing, den förnämste, Herder, Bürger, A.W. Schlegel och under 1800-talet Uhland, Rückert, Grillparzer, Platen, Hebbel, Geibel, Visscher med flera. Schiller och Goethe är de moderna mästarna genom sina xenier med litterärt polemiskt innehåll och ett stort antal sinn-gedichte. Från Goethes diktning bör särskilt Venetianische Epigramme och stora partier av Westöstlicher Divan framhållas.
I Sverige togs epigramdiktningen upp av 1600-talets skalder efter tyskt föredöme. Logau och hans skola stod modell för Carl Arosells Ett hundrade ofwerskrifter, Olof Wexionius Poetiske bi- och öfverskrifter, Carl Gripenhielm med flera. Religiösa epigram skrevs av Frese. Israel Holmström blev ryktbar genom sitt epigram över Karl XII:s Pompe. Under den senare frihetstiden och Gustav III:s tid fick den svenska epigramdiktningen sin blomstring. Dalin, Kellgren, Oxenstierna, Leopold och Lenngren bör framhållas, liksom något senare Franzén, Tegnér och Erik Sjöberg. Med Atterboms xenier omplanterades det litterärt polemiska epigrammet efter tysk förebild i Sverige. Där liksom i andra länder har distikon och rimmade jamber varit de vanligaste versformerna i epigramdiktningen.